# Ролф Фридеман Паулс
Ролф Фридеман Паулс (на немски: Rolf Friedemann Pauls) е германски дипломат и борец от съпротивата, участвал в опита за убийство на фюрера Адолф Хитлер от 20 юли 1944 г.

## Биография
Паулс е роден през 1915 г. в Екартсберга, син на протестантски духовник. Завършва Naumburg Domgymnasium през 1934 г.
Офицер в пехотата на Вермахта. Поради тежко нараняване, получено като командир в СССР, той губи лявата си ръка. Преди това той е военен аташе в Анкара, Турция. През 1944 г. е в 363-та дивизия. През декември 1944 г. Паулс получава орден Рицарски кръст.
Според по-късен доклад на генерал Ханс Шпайдел, Ролф Фридеман Паулс е участвал в плановете за убийство на Хитлер от 20 юли 1944 г. и само на базата на мълчание от други не го сполетява арест.
След края на Втората световна война, през 1946 г. изучава право, завършва докторска степен по политическата система на основния закон от Бон през 1949 г. Преди Паулс да започне да работи като дипломат във външната служба, той работи във Федералното канцлерство.
Женен на два пъти и има двама сина.

### Посланик
При установяването на дипломатически отношения между Федерална република Германия и Израел, на откриването на германското посолство на 19 август 1965 г. е придружен от насилствени контра-демонстрации. В допълнение към това, миналото му като офицер във въоръжените сили на Нацистка Германия през Втората световна война, където му е присъден Рицарски кръст, и като заместник-военен аташе в германското посолство в Турция, също през периода на националсоциализма, израелската общественост го смята за неподходящ за тази служба. Въпреки това тригодишният му мандат като първи посланик на ФРГ в Израел като цяло е оценен като успешен.
Паулс също е посланик на ФРГ в Съединените щати от 1968 до 1973 г., Китайската народна република от 1973 до 1976 г. и в НАТО от 1976 до 1980 г. От 1956 г. до 1960 г. е съветник в САЩ, а от 1960 до 1963 г. е заместник-ръководител на дипломатическата мисия в Гърция.